# Iso Rapasalo
Iso Rapasalo är en ö i Finland. Den ligger i sjön Kivijärvi och i kommunerna Klemis och Luumäki och landskapet Södra Karelen, i den södra delen av landet, 180 km nordost om huvudstaden Helsingfors. Öns area är 2,17 kvadratkilometer och dess största längd är 3,3 kilometer i nord-sydlig riktning.